# Villa Mirasol
Pour les articles homonymes, voir Villa Mirasol (Argentine).
La villa Mirasol est une ancienne demeure bourgeoise édifiée en 1912 reconvertie en hôtel restaurant en 2015, située sur la commune de Mont-de-Marsan, dans le département français des Landes. Le restaurant Table Mirasol reçoit sa première étoile au Guide Michelin le 6 mars 2023.

## Présentation
La villa Mirasol est située au n°2, boulevard Ferdinand-de-Candau dans le quartier de Saint-Jean-d'Août, sur la rive droite de la Midouze au débouché du pont des Droits-de-l'Homme. Elle jouxte la rotonde de la Vignotte, datant de 1812 et fait face à l'ancien port de Mont-de-Marsan, actif jusqu'en 1903.

### Architecture
La villa Mirasol est l'œuvre de l'architecte montois Léonce Léglise (1877-1930), également l'auteur de la quasi intégralité du décor intérieur (salons lambrissés avec décors de stuc, hall et cage d'escalier monumentale en bois exotique, verrière). Elle repose sur un puissant soubassement. Le corps central du logis s'élève sur trois niveaux, flanqué d'ailes latérales plus basses. Le rez-de-chaussée s'ouvre par cinq hautes baies en plein cintre qui éclairent les pièces de réception. La verrière naturaliste réalisée par l'atelier Jean-Léon Delmas, maître verrier et peintre de Bordeaux, et des éléments sculptés reprenant des thèmes naturalistes, notamment celui de la pomme de pin.

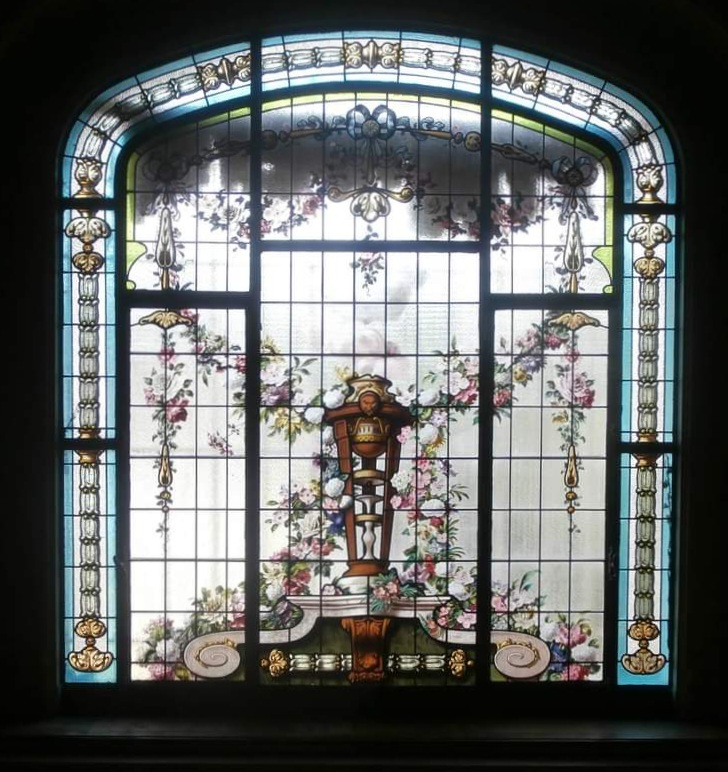
Verrière de l'atelier Jean-Léon Delmas
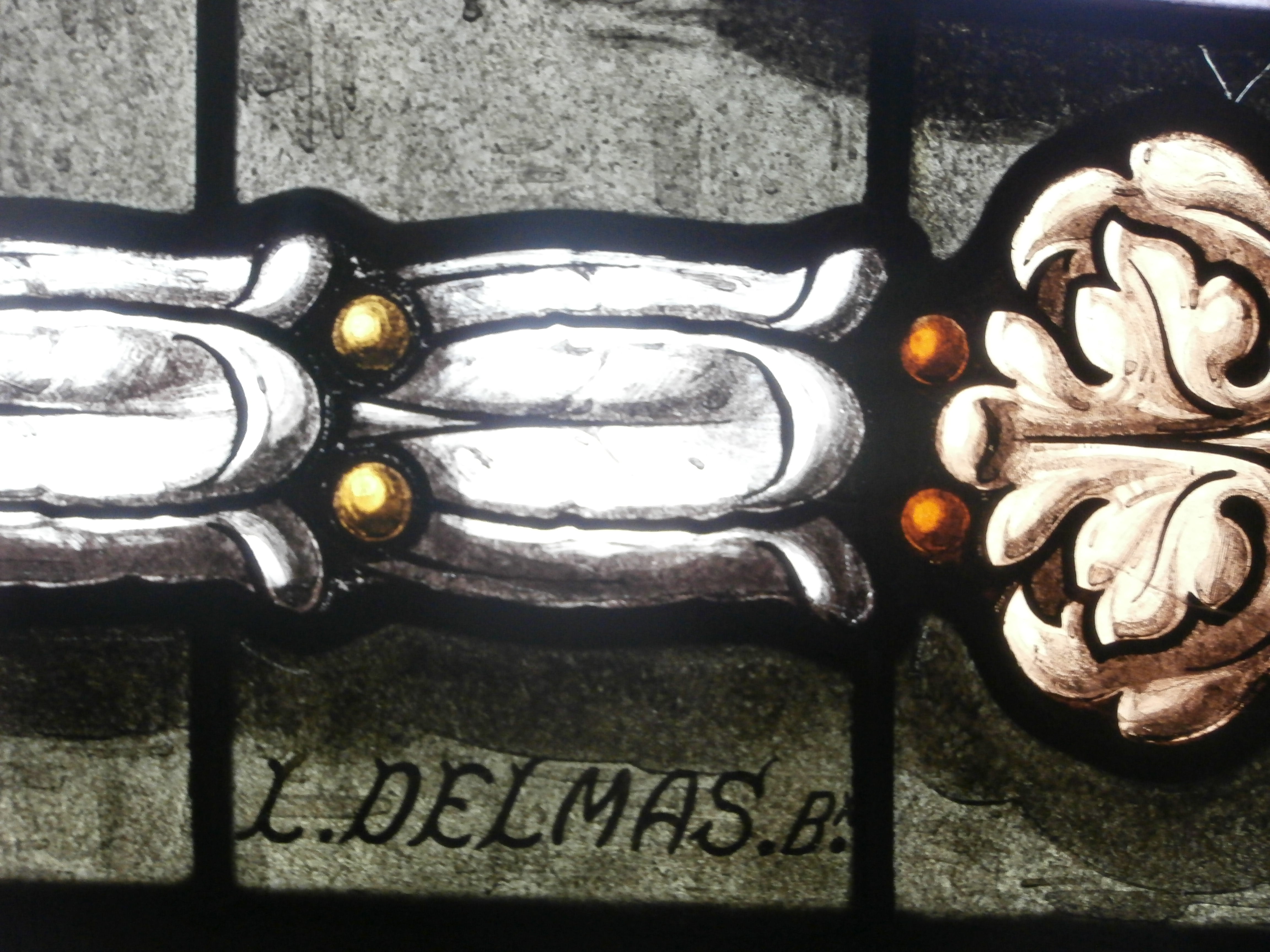
Signature de la verrière

De style Belle Époque, la villa évoque certains caractères de la maison landaise  (toitures à croupe, usage de la brique et faux pans de bois à l'arrière) et de l'architecture balnéaire de Biarritz et d'Arcachon, .

### Historique
Jusqu'au XVIIIe siècle, le site a une vocation agricole (son nom de « vignotte » signifie petite vigne en gascon) puis industrielle au XIXe siècle, avec la présence de la scierie Bernos et, à proximité, d'une distillerie, d'une fonderie et d'un moulin à huile.
En 1907, l'industriel Jean-Gabriel Lapelle-Lateulère achète le terrain où se situait précédemment la scierie Bernos, détruite par un incendie le 8 septembre 1901. En 1912, il y fait construire sa résidence principale, la villa Mirasol.

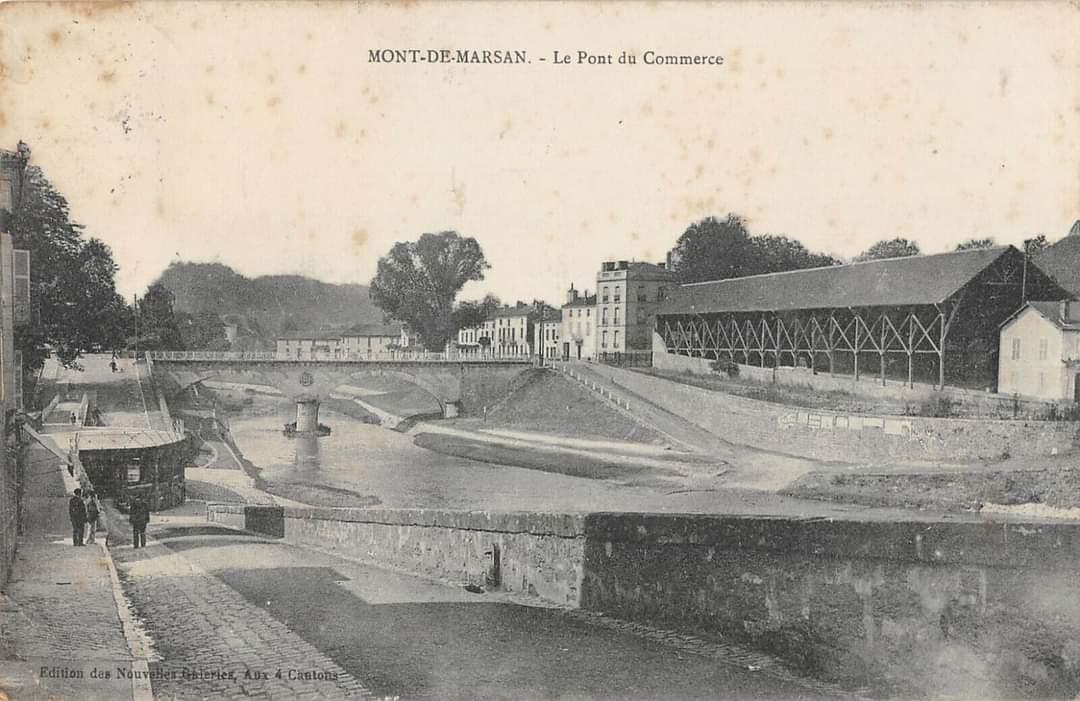
Scierie Bernos sur la rive droite de la Midouze, détruite par un incendie en 1901

De là, son fils Joseph-Gabriel peut contrôler la bonne marche de la minoterie de Mont-de-Marsan, qu'il exploite jour et nuit. En effet, le moulin produit à cette époque l'électricité de sa maison et s'il y a problème à Mirasol, il y a également problème à la minoterie. La villa reste dans la même famille pendant trois générations jusqu'en 2014, date de son rachat.
Des travaux de restauration et de reconversion en hôtel-restaurant débutent en septembre 2014 pour une durée de dix mois. L'ouverture au public se fait par étapes successives : bar à vin et salon de thé le 5 juillet 2015, l'hôtel quatre étoiles au mois d'août, le restaurant Table Mirasol en octobre. L'inauguration officielle a lieu le 22 octobre 2015.

## Galerie

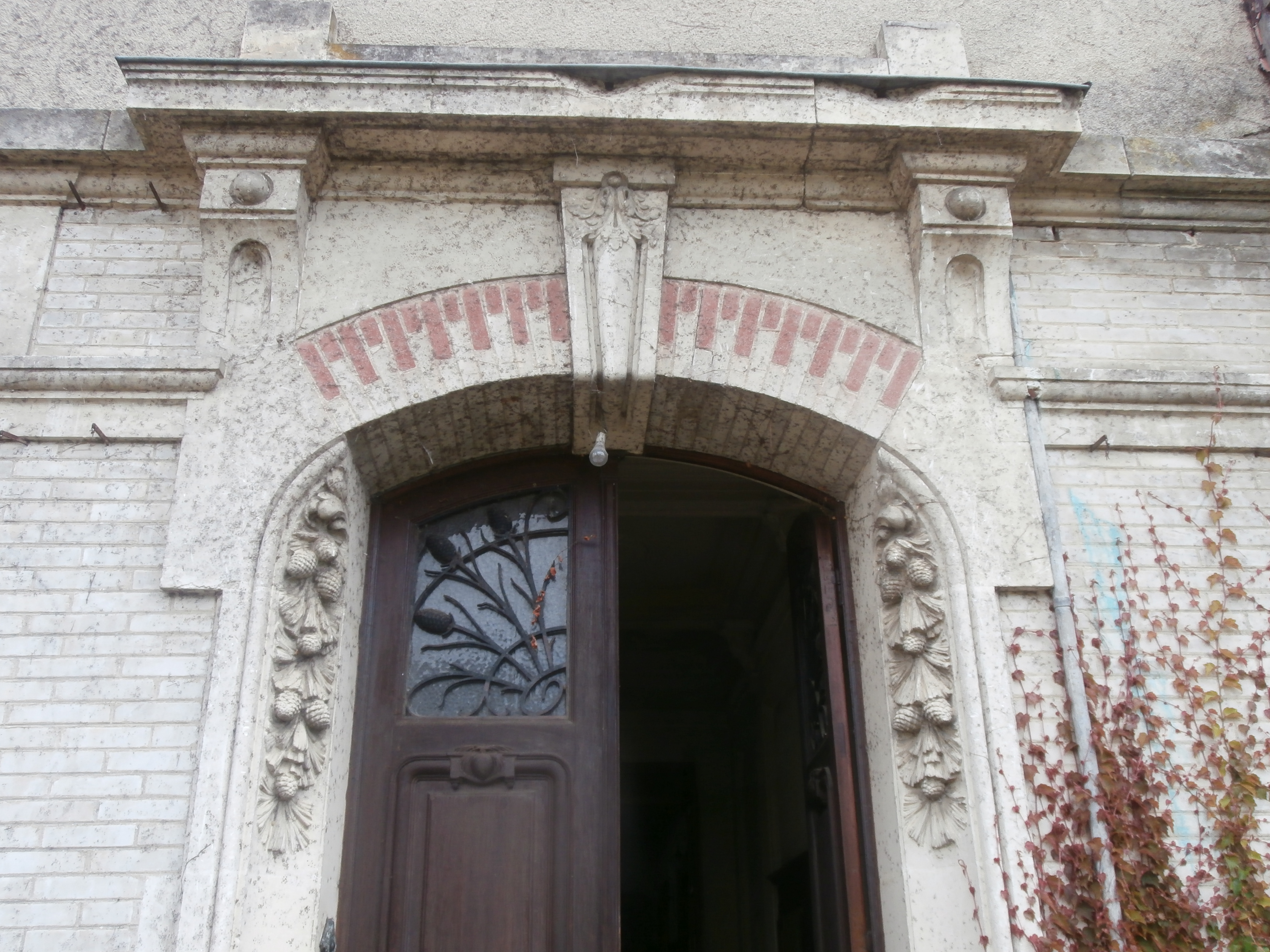
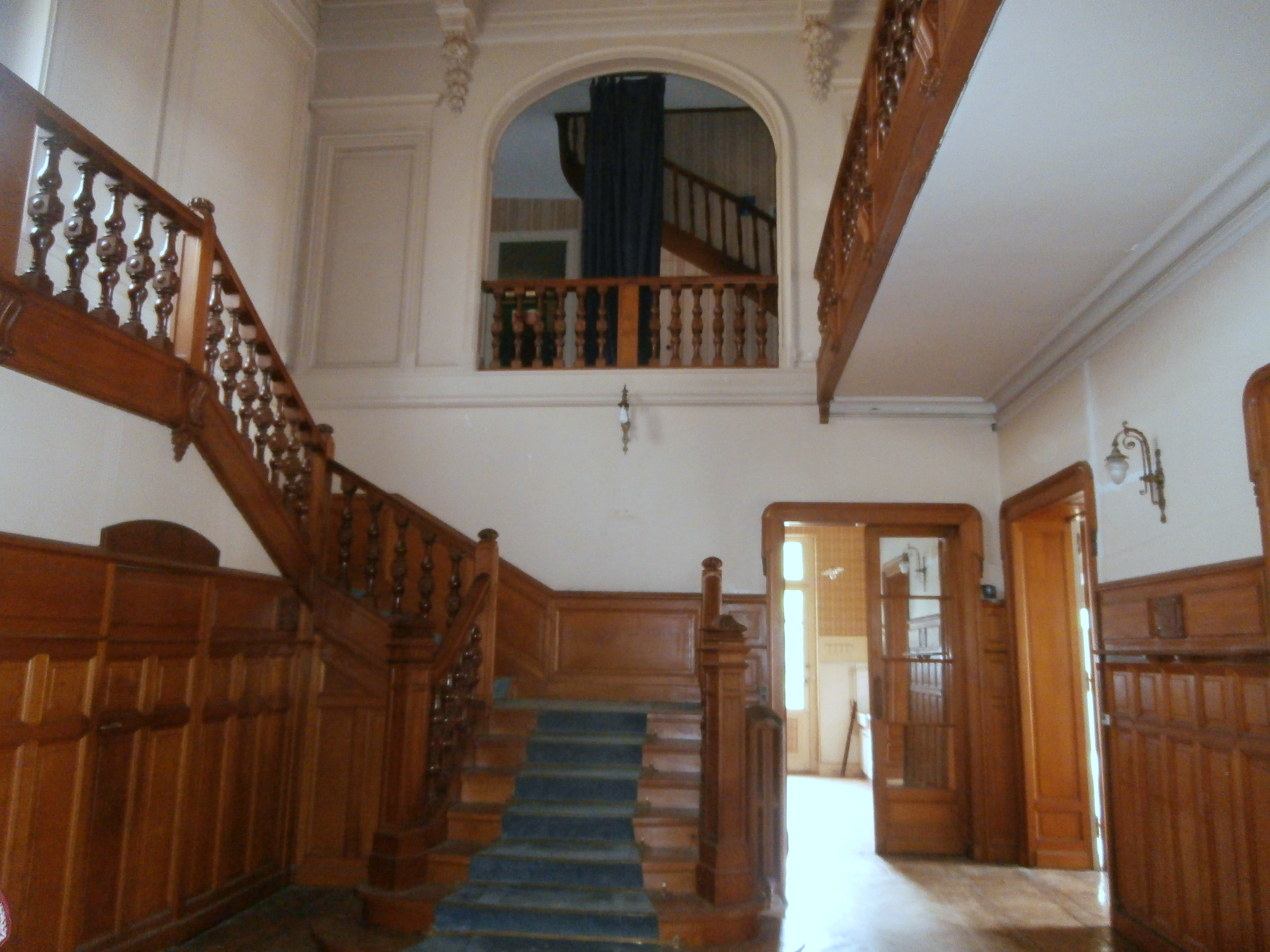
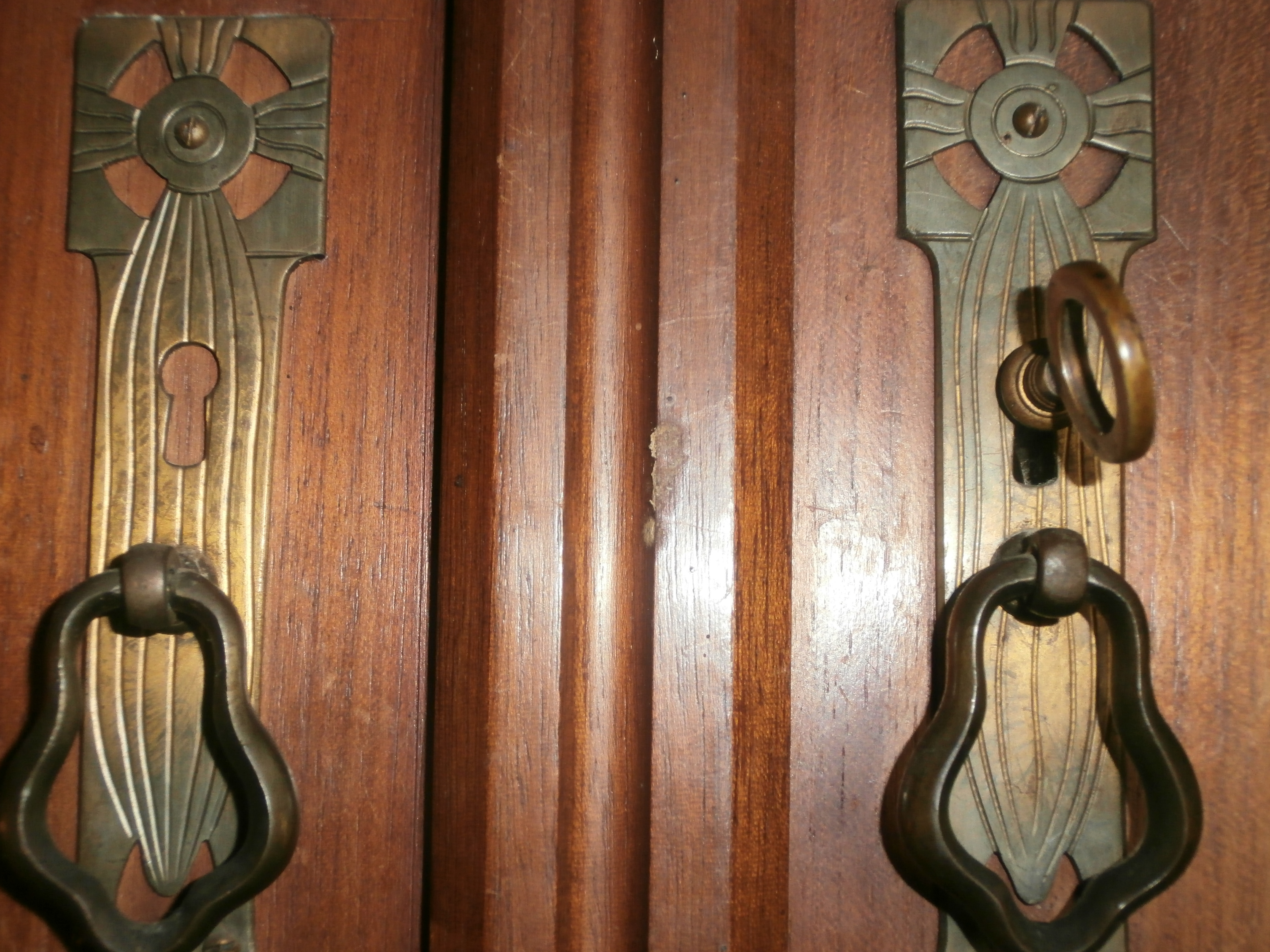
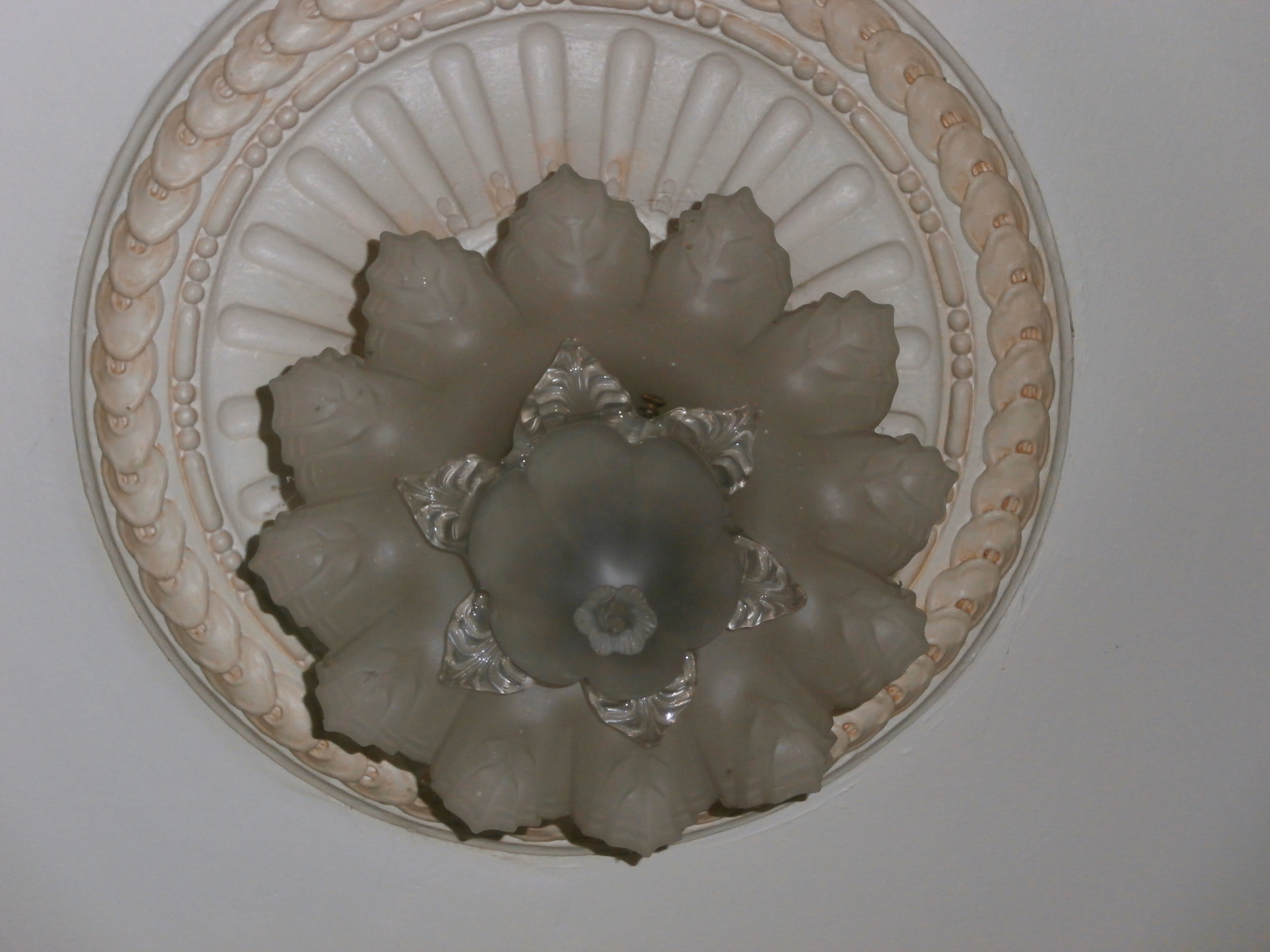
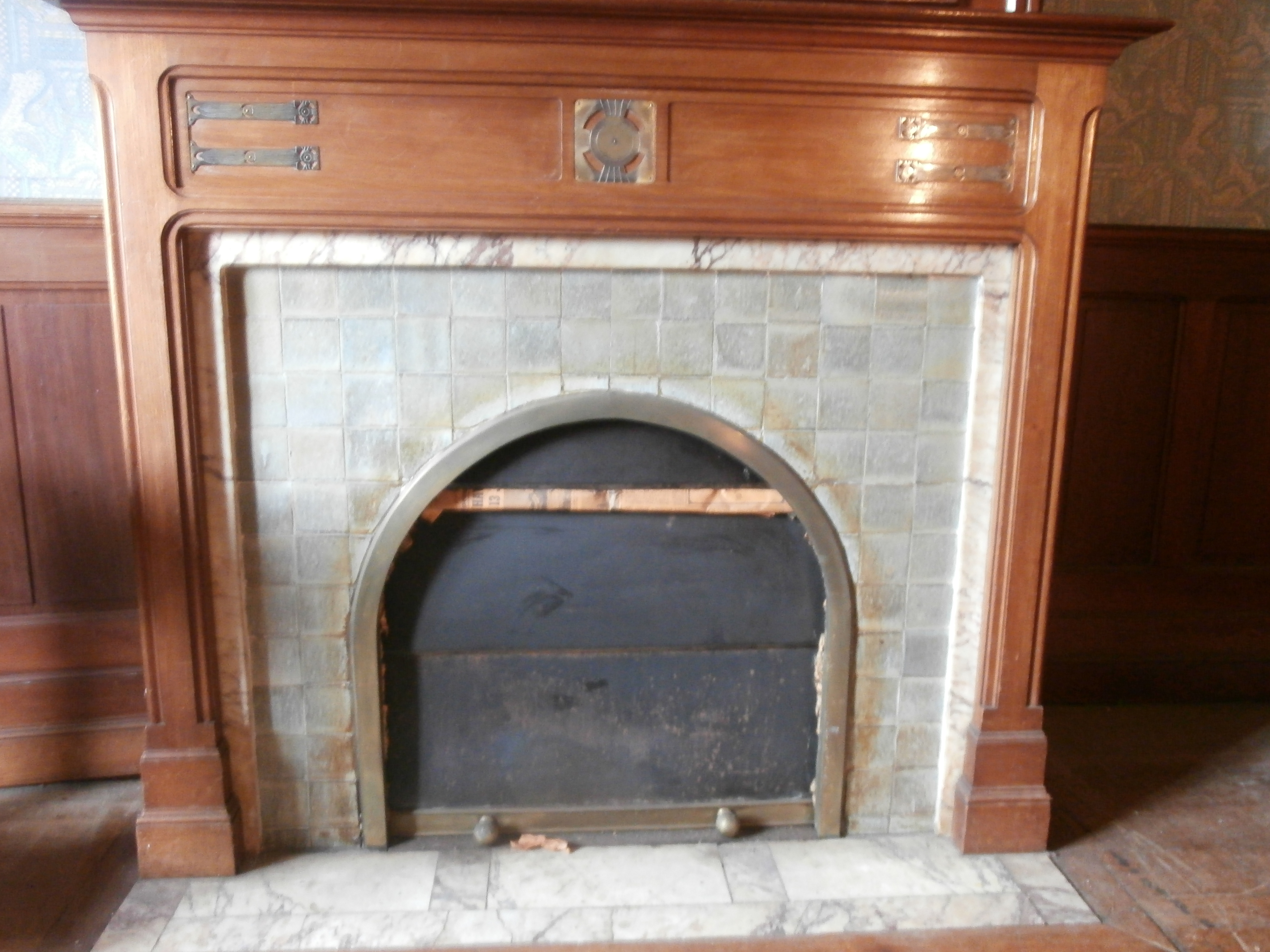
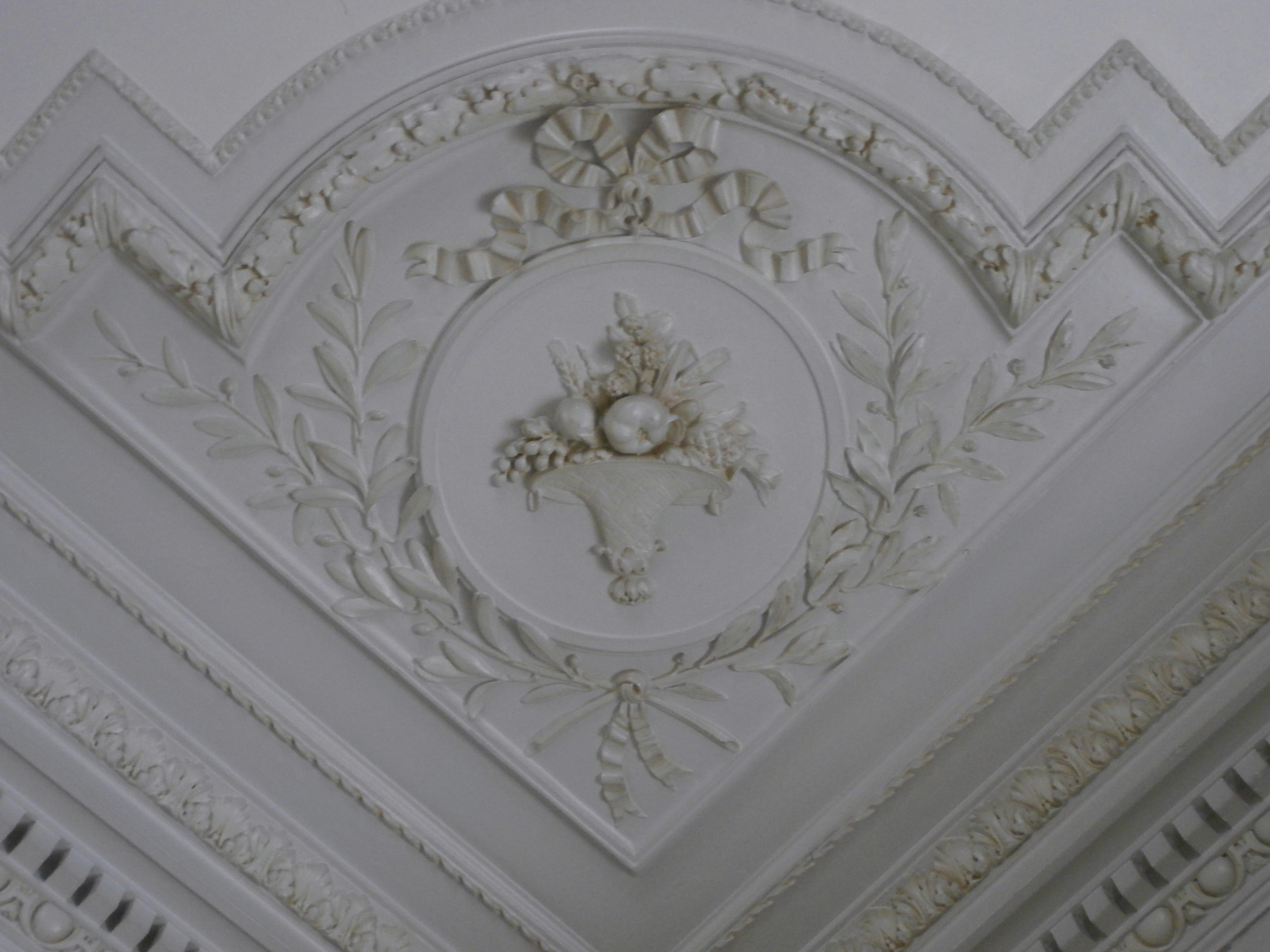
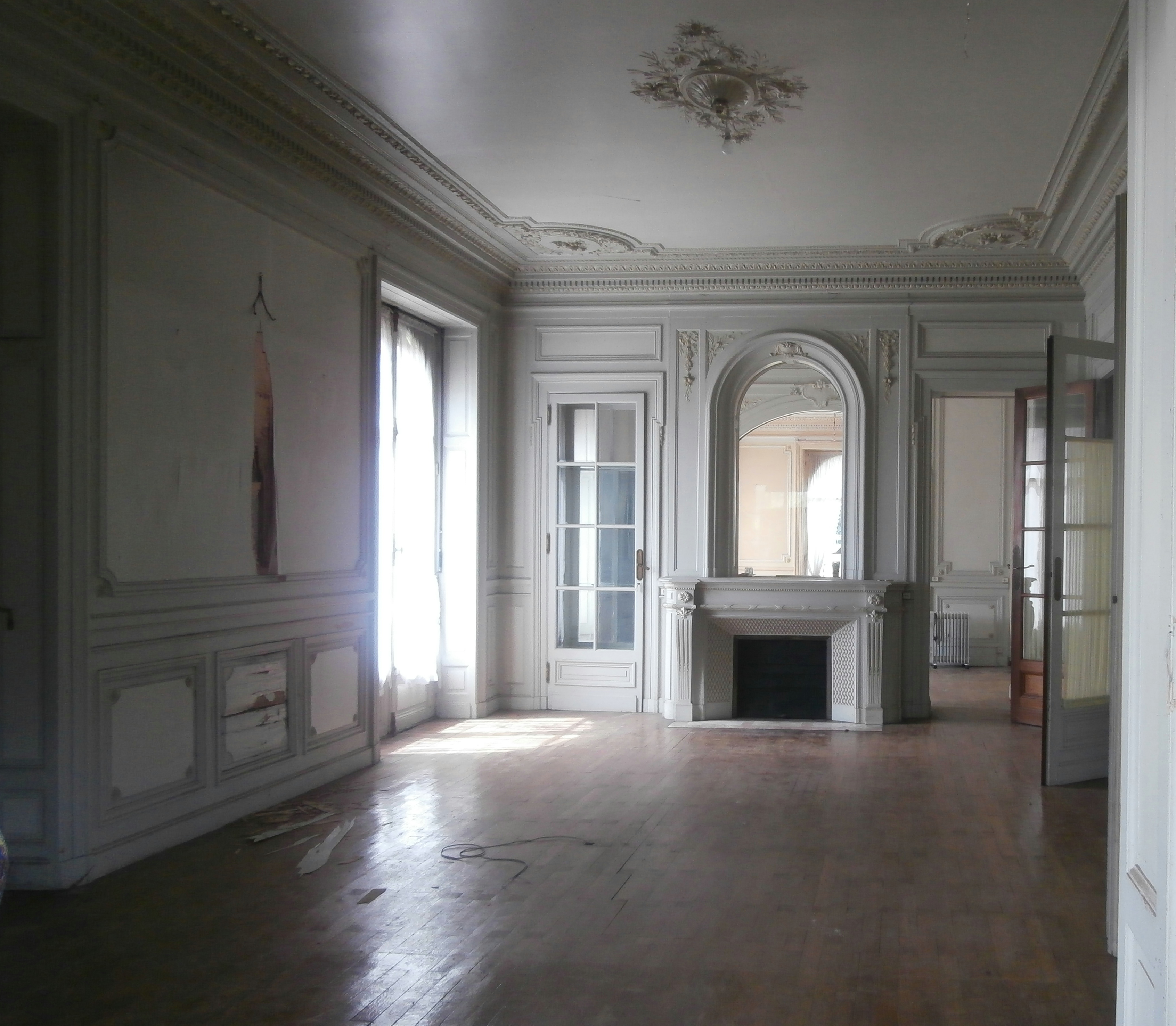
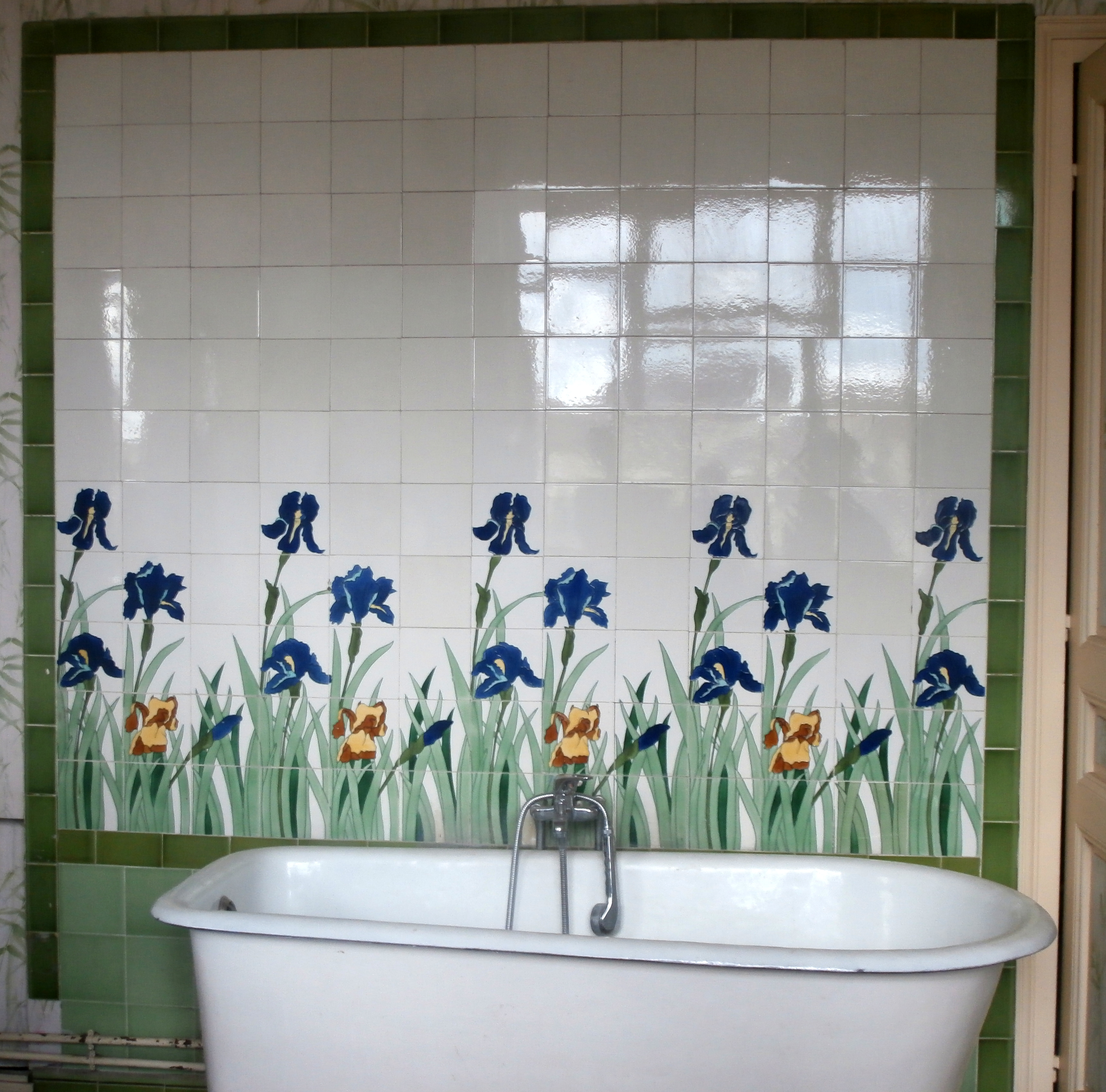
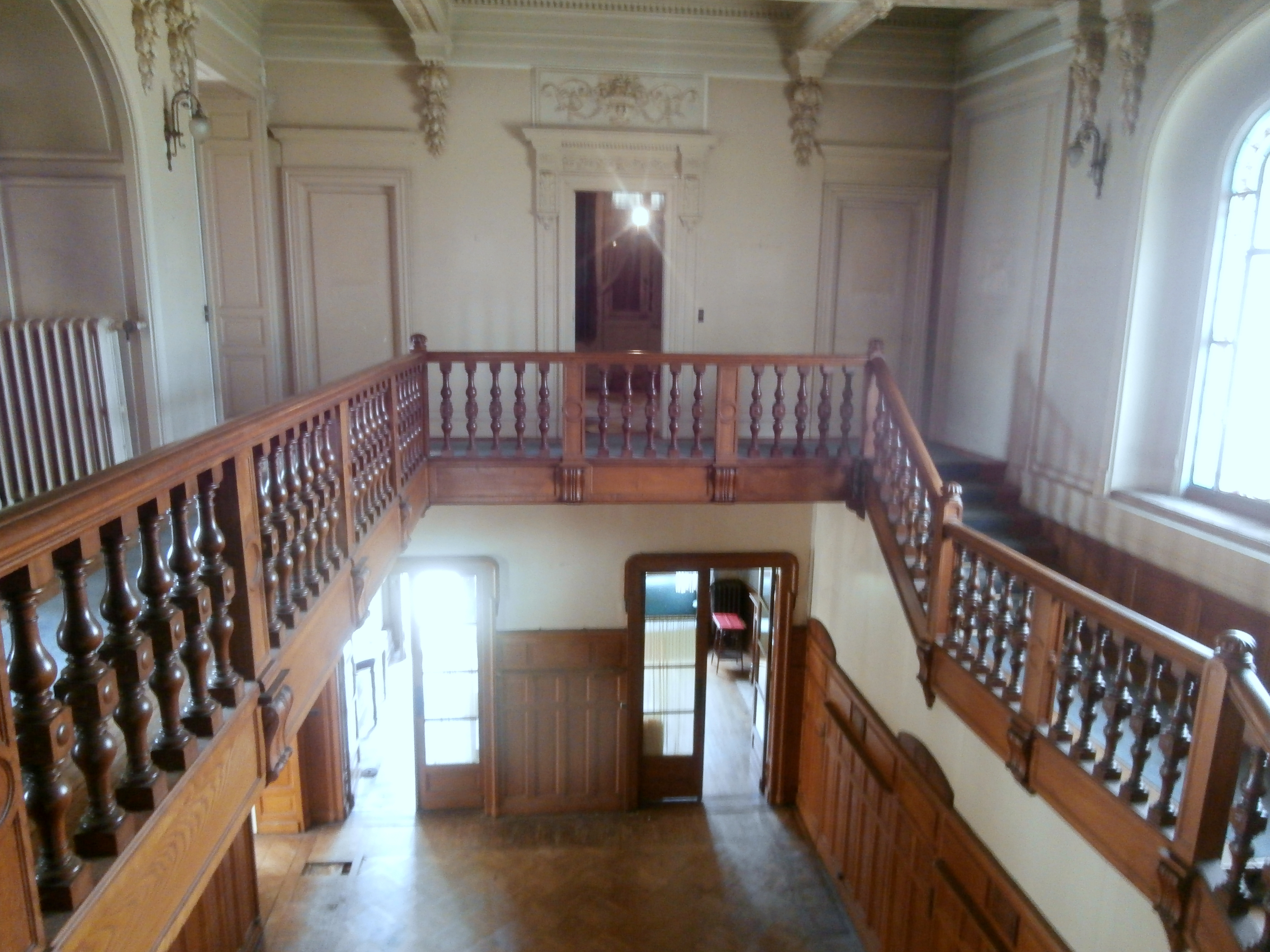

Photo ancienne

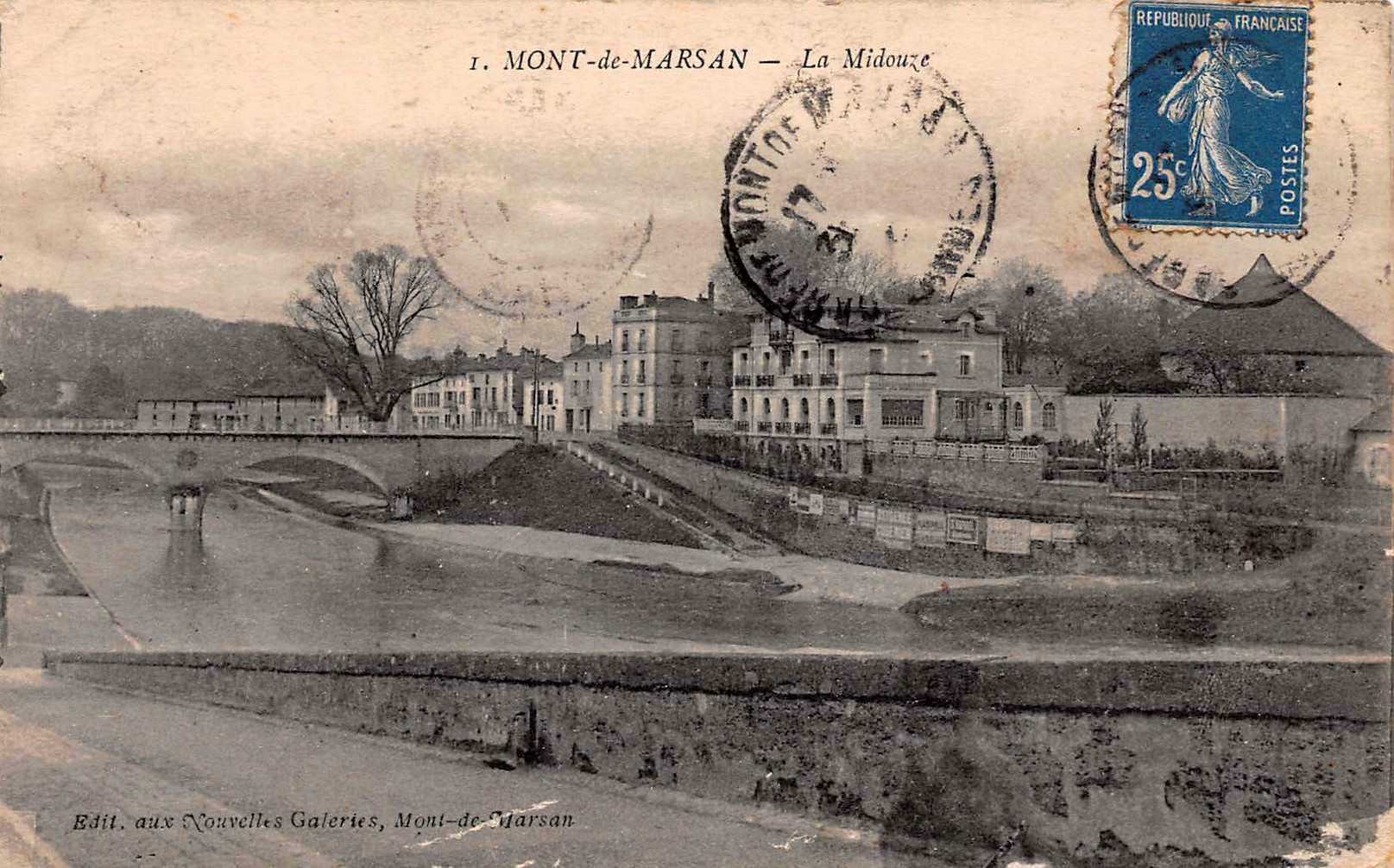
Photo ancienne de la villa Mirasol, de la rotonde de la Vignotte et du pont du Commerce sur la Midouze, vus de la cale de l'abreuvoir

Vues extérieures

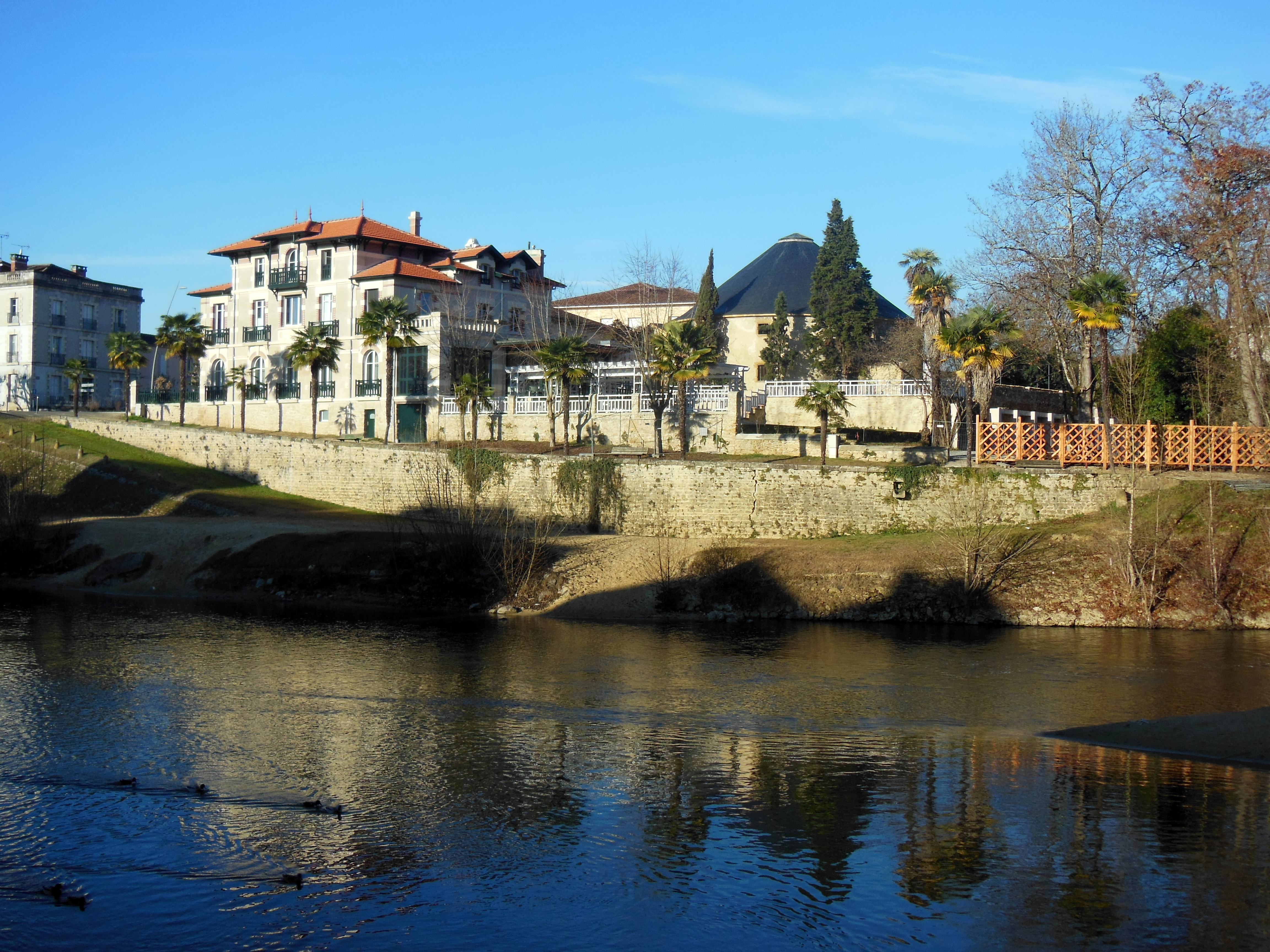
Villa Marisol et rotonde de la Vignotte
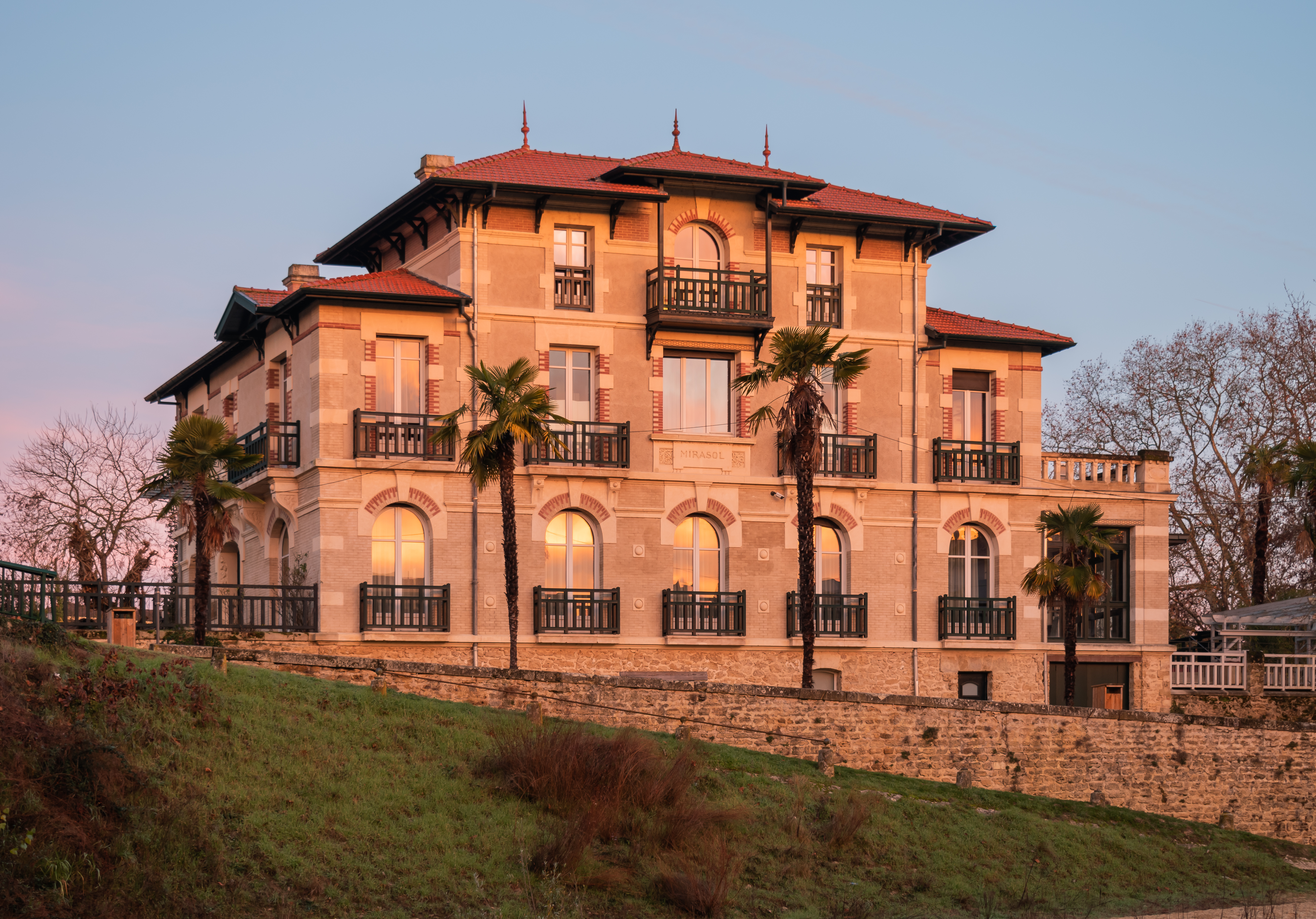
Villa Mirasol à l'aube
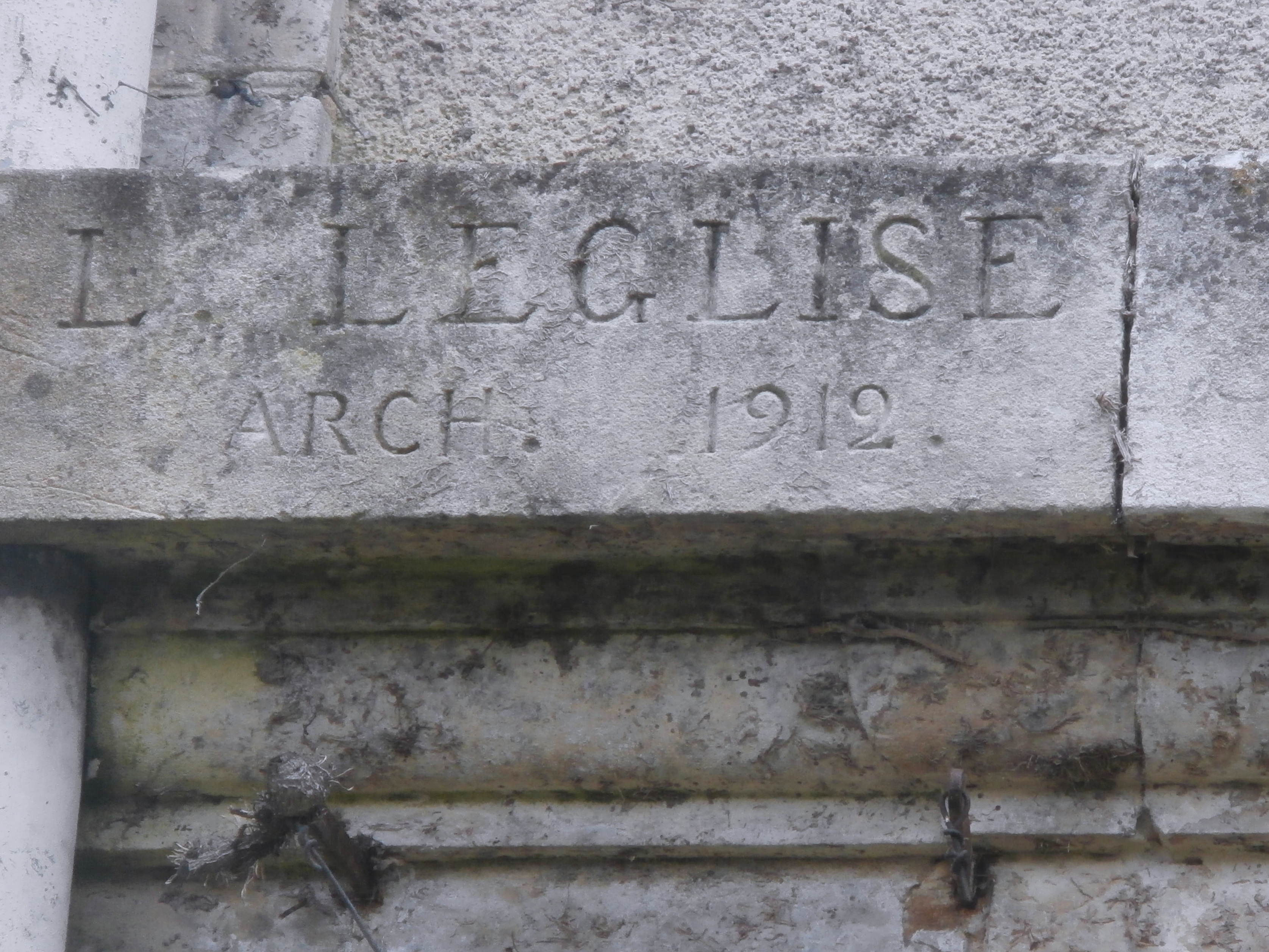
Signature de l'architecte Léonce Léglise

Vues intérieures (avant rénovation)